# Andrzej Jarosik
Andrzej Władysław Jarosik (ur. 26 listopada 1944 w Sosnowcu, zm. 23 kwietnia 2024 w Saint-Mandrier-sur-Mer) – polski piłkarz grający na pozycji napastnika.

## Życiorys
Ukończył Technikum Ekonomiczne w Sosnowcu. Wychowanek Zagłębia Sosnowiec (1958–1975), potem piłkarz francuskich klubów: Racing Strasbourg (1975–1976) oraz SC Toulon (1976–1977), reprezentant Polski (25 spotkań, 11 bramek), debiut w 1965 z Bułgarią (1:1), ostatni występ w 1972 również z Bułgarią w meczu w Starej Zagorze (1:3). Dwukrotny król strzelców I ligi (1970 – 18 goli, 1971 – 13 goli). Laureat nagrody Złote Buty w plebiscycie katowickiego Sportu (1970).
Zakwalifikował się do ekipy na igrzyska olimpijskie w Monachium (1972) i tamże zdobył złoty medal. W decydującym o finale meczu z ZSRR odmówił trenerowi Górskiemu wyjścia na boisko, ponieważ był rozczarowany tym, że zaczął mecz na ławce rezerwowych. Zamiast niego na boisku pojawił się Zygfryd Szołtysik, zdobywając bramkę. Jarosik podczas dekoracji, do której wystąpiło 13 piłkarzy (Hubert Kostka, Antoni Szymanowski, Jerzy Gorgoń, Zbigniew Gut, Zygmunt Anczok, Marian Ostafiński, Lesław Ćmikiewicz, Kazimierz Deyna, Zygfryd Szołtysik, Zygmunt Maszczyk, Włodzimierz Lubański, Robert Gadocha, Jerzy Kraska), nie otrzymał olimpijskiego medalu. Wierne kopie medali wręczonych na stadionie w Monachium mieli otrzymać w kraju: Kazimierz Kmiecik, Ryszard Szymczak, Grzegorz Lato, Joachim Marx, Marian Szeja i Andrzej Jarosik. Nazwiska Szei i Jarosika długo były pomijane w wykazach medalistów olimpijskich, gdyż obaj ani razu nie wyszli na boisko podczas finałów. Polski Komitet Olimpijski uznał jednak ich prawa do medali i w 2001 roku przyznał im złotą odznakę. We wrześniu 1972 otrzymał Złotą Odznakę Polskiego Związku Piłki Nożnej.
W 1975 roku Jarosik wyjechał z rodziną do Francji, gdzie grał w RC Strasbourg i SC Toulon, a po zakończeniu kariery mieszkał i prowadził interesy.